# Kiểm soát lũ lụt

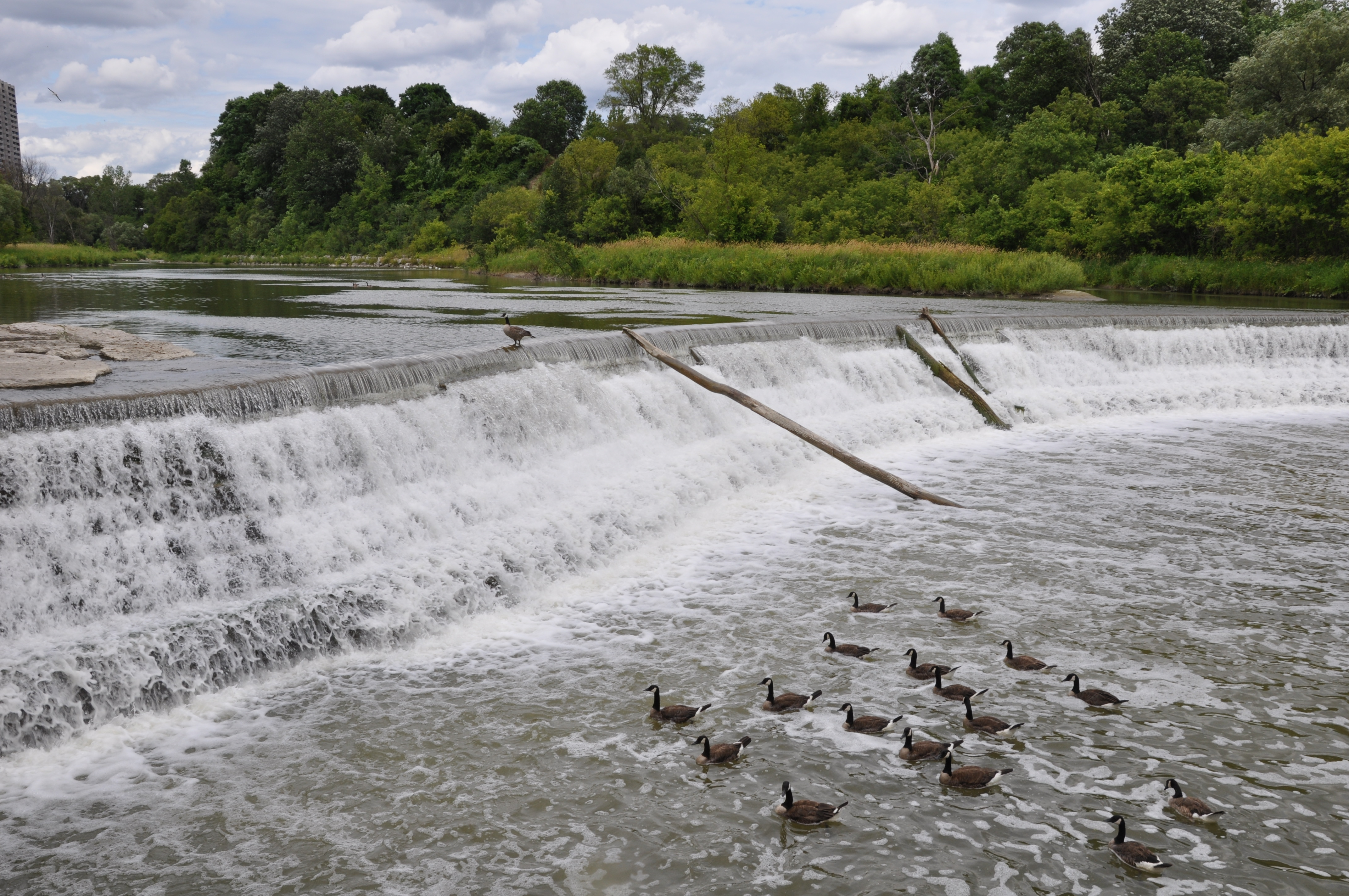
Một đập nước được xây dựng trên sông Humber (Ontario) để ngăn chặn sự tái diễn của trận lụt thảm khóc tại đây.

Các phương pháp kiểm soát lũ lụt được sử dụng để làm giảm hoặc ngăn chặn tác động bất lợi của nước lũ gây ra. Phương pháp cứu trợ lũ lụt được sử dụng để giảm tác động của nước lũ hoặc mực nước cao và giúp bảo vệ những người sống trong vùng bị lũ lụt.

## Nguyên nhân gây lũ lụt

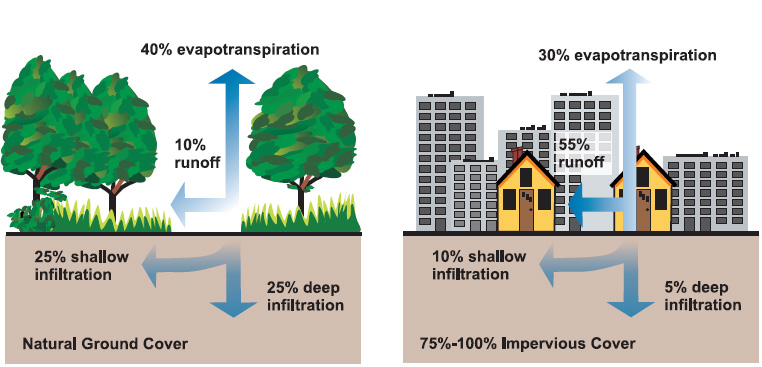
Mối quan hệ giữa các bề mặt không thấm nước và dòng chảy bề mặt

Lũ lụt được tạo ra bởi nhiều yếu tố hoặc sự kết hợp của bất kỳ lượng mưa lớn nào kéo dài (tập trung cục bộ hoặc trên toàn khu vực), tuyết rơi nhanh và dày đặc, gió mạnh thổi trên mặt nước, thủy triều cao bất thường, sóng thần hoặc vỡ đập, đê, hoặc các cấu trúc ngăn nước khác. Lũ lụt có thể trở nên trầm trọng hơn do số lượng bề mặt không thấm nước gia tăng hoặc bởi các mối nguy hiểm tự nhiên khác như cháy rừng, làm giảm khả năng thảm thực vật có thể hấp thụ lượng mưa.

### Gió mạnh thổi trên mặt nước
Ngay cả khi lượng mưa tương đối nhẹ, các bờ hồ lớn và vùng vịnh có thể bị ngập bởi những cơn gió dữ dội như trong những cơn bão thổi nước vào các khu vực bờ biển.

### Thủy triều cao bất thường
Các khu vực ven biển đôi khi bị ngập lụt bởi thủy triều cao bất thường, chẳng hạn như thủy triều vào mùa xuân, đặc biệt là khi nó được kết hợp bởi gió lớn và nước dâng cao do bão cùng lúc.

## Phương pháp kiểm soát lũ
Một số phương pháp kiểm soát lũ đã được thực hiện từ thời cổ đại. Những phương pháp này bao gồm trồng thảm thực vật để ngăn chặn nước xâm nhập, ruộng bậc thang để giảm tốc độ dòng chảy xuống và xây dựng các đường dẫn nước lụt thoát ra ngoài (kênh nhân tạo để chuyển hướng nước lũ). Các kỹ thuật khác bao gồm xây dựng đê, hồ, đập, hồ chứa nước thủy điện, ao duy trì để có khả năng chứa thêm nước trong thời gian lũ lụt xảy ra.

### Đập ngăn nước
Nhiều đập và hồ chứa được thiết kế hoàn toàn hoặc một phần để hỗ trợ phòng chống và kiểm soát lũ lụt. Nhiều đập lớn có trữ lượng kiểm soát lũ trong đó mức độ của một hồ chứa phải được giữ dưới một độ cao nhất định trước khi bắt đầu mùa mưa/mùa hè để cho phép một lượng không gian nhất định trong đó nước lũ có thể lấp đầy. Các ứng dụng có lợi khác của các hồ chứa tạo đập bao gồm sản xuất thủy điện, bảo tồn nước và giải trí. Thiết kế và xây dựng hồ chứa và đập dựa trên các tiêu chuẩn, thường được đặt ra bởi chính phủ. Tại Hoa Kỳ, thiết kế đập và hồ chứa được quy định bởi USACE. Thiết kế đập và hồ chứa tuân theo các hướng dẫn do USACE đặt ra và bao gồm các chủ đề như tốc độ dòng chảy thiết kế để xem xét dữ liệu khí tượng, địa hình, dòng chảy và đất cho lưu vực trên cấu trúc.
Thuật ngữ đập khô dùng để chỉ một con đập phục vụ hoàn toàn cho việc kiểm soát lũ mà không có bất kỳ hồ trữ nước hay mục đích nào khác (ví dụ đập Mount Morris, đập Seven Oaks).

### Kênh đào
Lũ lụt có thể được kiểm soát bằng cách chuyển hướng lượng nước thừa đến các kênh đào hoặc lối thoát nước lụt được xây dựng có mục đích từ đó chuyển hướng nước đến các ao nuôi tạm thời hoặc các vùng nước khác có nguy cơ hoặc tác động thấp hơn đến lũ lụt. Ví dụ về các kênh kiểm soát lũ như đường thoát nước lũ của sông Red River bảo vệ Thành phố Winnipeg (Canada) và Đường dẫn lũ Manggahan bảo vệ Thành phố Manila (Philippines).

### Lũ lụt và bổ sung nước ngầm
Lượng nước dư thừa có thể được sử dụng để bổ sung nước ngầm bằng cách chuyển hướng vào đất có thể hấp thụ nước. Kỹ thuật này có thể làm giảm tác động của hạn hán sau này bằng cách sử dụng mặt đất làm hồ chứa tự nhiên. Nó đang được sử dụng ở California, nơi vườn cây và vườn nho có thể bị ngập lụt mà không làm hỏng mùa màng, hoặc ở những nơi khác, các khu vực hoang dã đã được tái thiết kế để hoạt động như vùng ngập nước.

### Phòng hộ bờ sông
Ở nhiều quốc gia, sông dễ bị lũ lụt và thường được quản lý cẩn thận. Các công trình trị thủy ngăn chặn nước như các con đê, đê, hồ chứa nước, đập tràn và được sử dụng để ngăn chặn nguy cơ các dòng sông bị vỡ bờ.

### Phòng hộ bờ biển
Lũ lụt ven biển đã được giải quyết với các tuyến bảo vệ ven biển, như các bức tường ở bờ biển, duy trì bãi biển và các đảo chắn.

### Đập chắn lũ tự đóng
Rào chắn lũ tự đóng (SCFB) là một hệ thống phòng chống lũ lụt được thiết kế để bảo vệ người và tài sản khỏi lũ lụt trong nước do mưa lớn, mưa đá hoặc tuyết tan nhanh. SCFB có thể được xây dựng để bảo vệ tài sản dân cư và  toàn bộ cộng đồng, cũng như các khu vực công nghiệp hoặc chiến lược khác.  Hệ thống rào cản liên tục sẵn sàng để triển khai trong tình huống lũ lụt, nó có thể được lắp đặt ở bất kỳ độ dài nào và sử dụng nước lũ dâng cao để triển khai.

### Rào chắn bao bọc tạm thời
Khi các công trình chống lũ lụt chính bị hư hại hoặc phá hủy các biện pháp khẩn cấp như bao cát hoặc bao tải không thấm nước được sử dụng thay thế. 

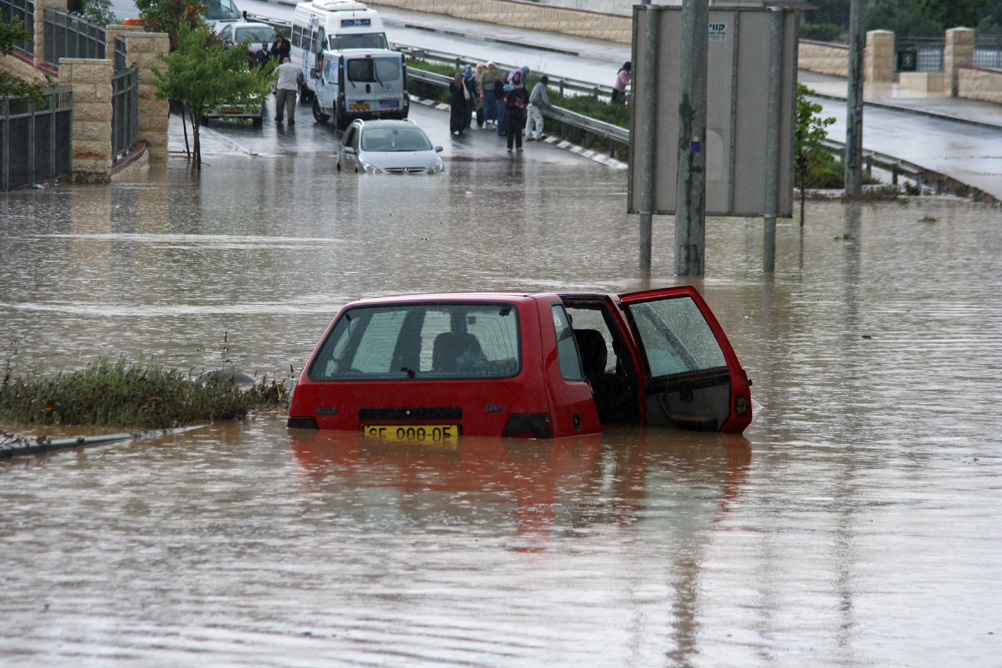
Lũ lụt gây ngập đường phố ở Jerusalem